# Sprengisandur

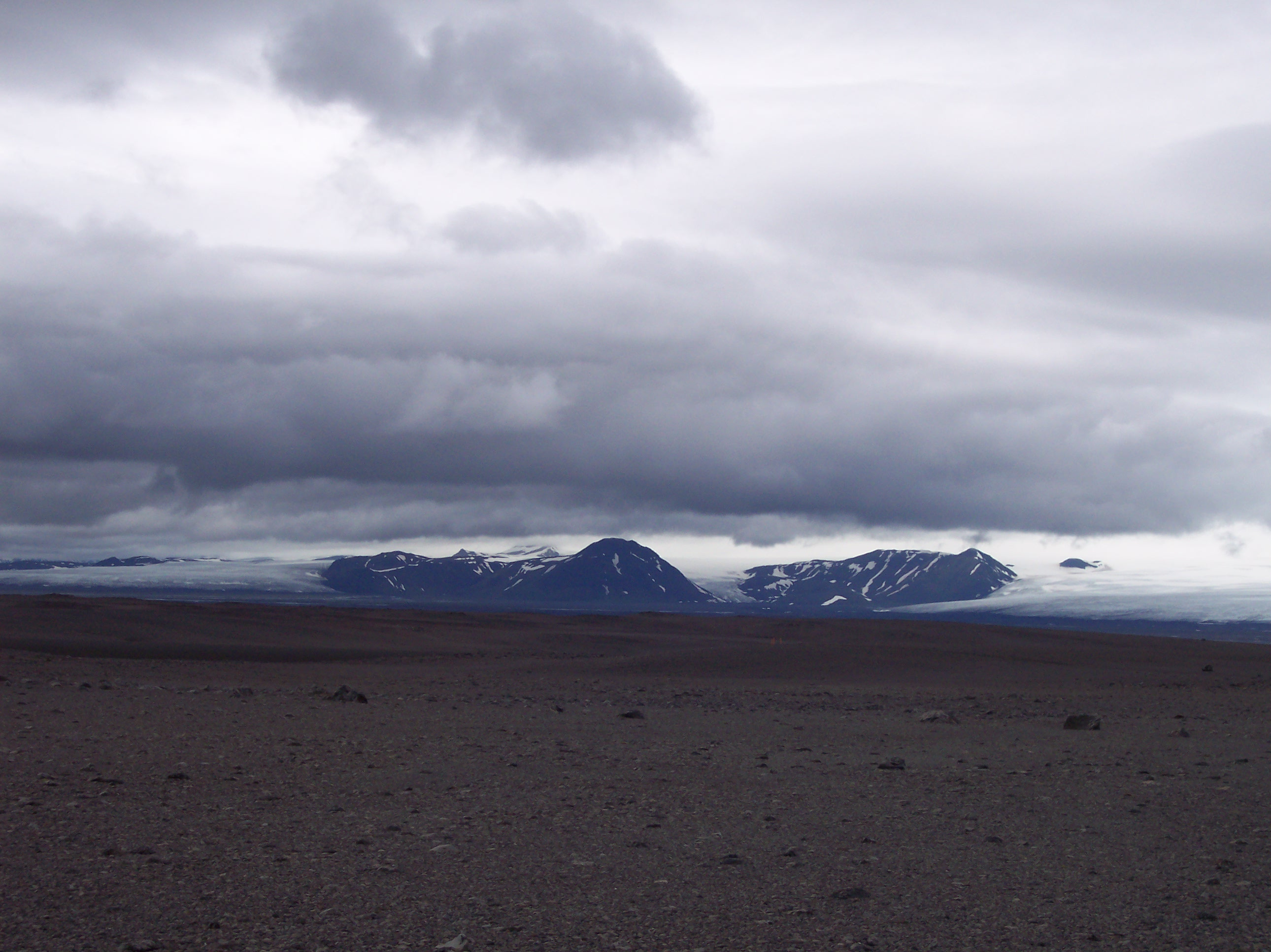
Hofsjökull gesehen von der Sprengisandur bei Nýidalur

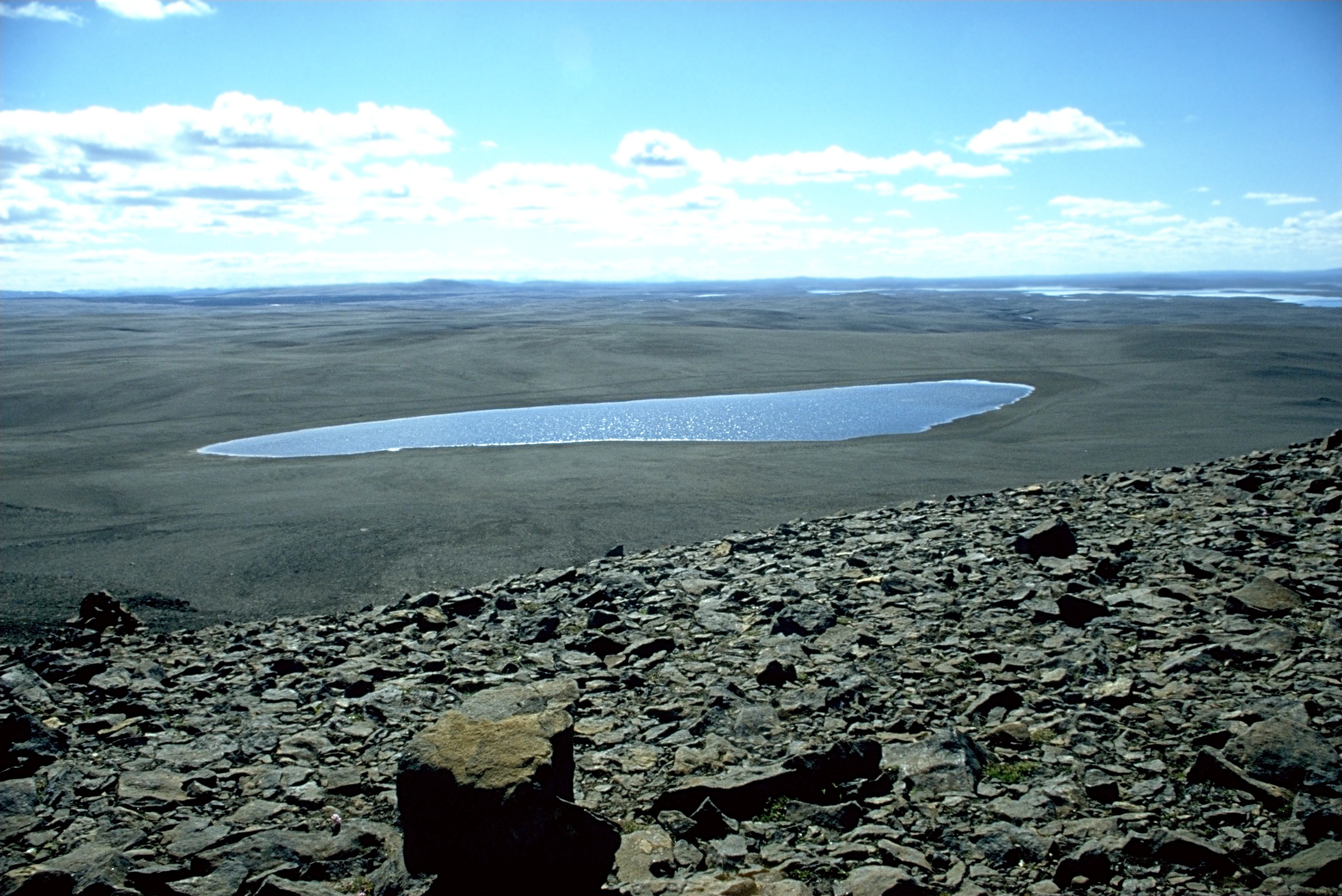
Sprengisandur

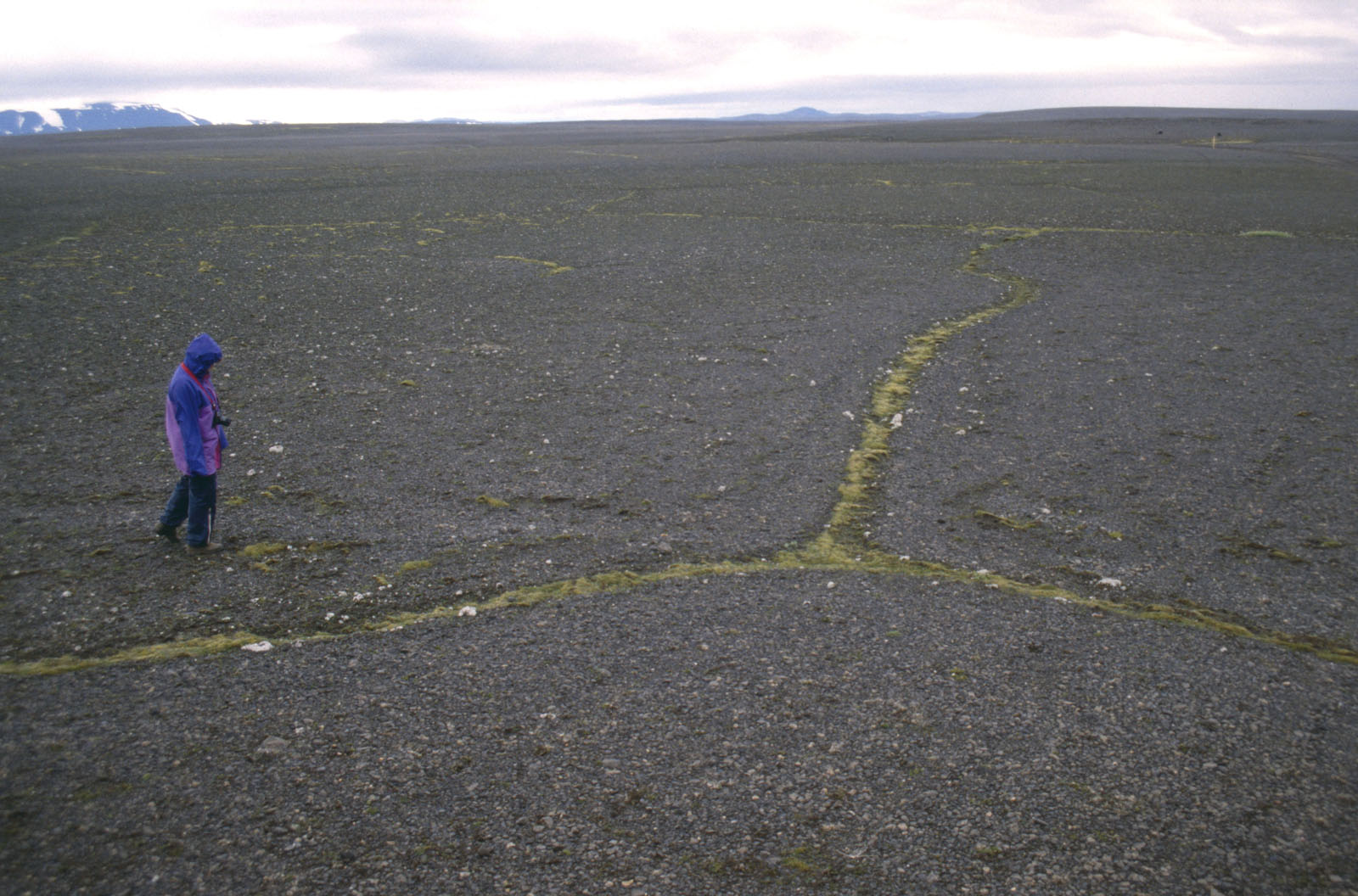
Einöde an der Sprengisandur

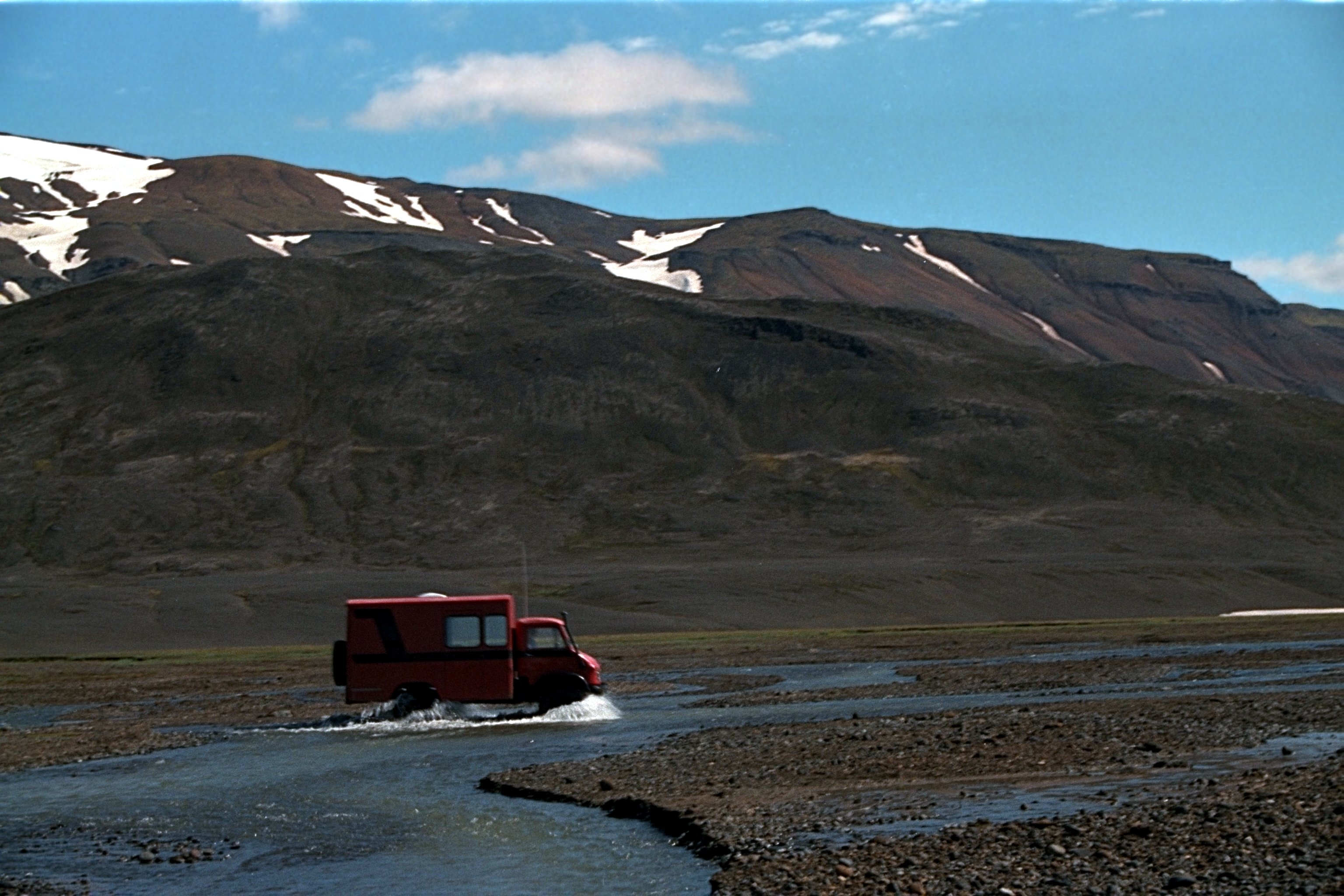
Furt im Nýidalur

Isländisches Hochland, braun = über 500 m ü. M.

Der Sprengisandur ist ein Teil des Isländischen Hochlandes. Er liegt zwischen den Gletschern Hofsjökull und Vatnajökull, meist auf Höhen zwischen 700 und 800 m. Seine Begrenzungen sind etwas vage; im Süden wird er in etwa von Eyvindarver, einem Moorgebiet östlich des Flusses Þjórsá (Teil der Þjórsárver), im Norden von der Schlucht Kiðagil abgegrenzt. Seine Breite beträgt ca. 30 km, seine Länge in etwa 70 km.
Gleichzeitig wird auch die durch dieses Gebiet führende Hochlandpiste F26 so bezeichnet (die Sprengisandur), im Isländischen hingegen heißt sie eigentlich Sprengisandsleið, die Bezeichnung Sprengisandur für die Piste ist aber auch geläufig.

## Name
Der Name Sprengisandur ist dadurch entstanden, dass Pferde möglichst schnell darüber „sprengen“ sollten, um die gefährliche Strecke bald hinter sich zu haben und wieder Gras und Wasser zu finden.
Daher verweist das Íslandshandbókin auf den älteren Namen Sprengir.
Der Eigenname Sprengisandur ist mindestens seit 1476 bekannt aus einem Gerichtsurteil bzgl. der Hochlandanteile (des dortigen Weidegrundes) im Holtamanna- und Landmannaafrétt. Der eigentliche Sprengisandur war vermutlich eine flache Sandebene westlich des Sees Fjórðungsvatn, über welche die Leute ungemein schnell ritten.
Noch älter scheint die Bezeichnung Gásasandur zu sein.

## Sprengisandur-Piste
Die Sprengisandur-Piste, isl. Sprengisandsleið, ist mit etwa 200 km die längste der isländischen Hochlandpisten in Nord-Süd-Richtung. Sie führt quer durch die Mitte des Hochlands von Island und folgt dabei in etwa der Riftzone von Südwesten nach Nordosten und biegt ähnlich wie diese nördlich des Vatnajökull nach Westen ab.

### Verlauf
Sie führt von Süden an der Hekla vorbei, wo ein Seitenweg (Fjallabaksleið nyrðri, 208) nach Landmannalaugar abzweigt. In nördlicher Richtung verläuft der Weg meist auf Höhenrücken zwischen den Gletschern Vatnajökull und Hofsjökull. In der Nähe des nördlichen Endes der Sprengisandur befindet sich der Wasserfall Aldeyjarfoss.
Einige Bäche und kleinere Flüsse queren die Strecke und müssen gefurtet werden. Am bedeutendsten ist die Furt bei der Hütte Nýidalur. Im Sommer kann die Sprengisandur aber von Geländewagen problemlos befahren werden. Ab Ende Juni, Anfang Juli wird sie normalerweise für den Verkehr freigegeben und ist im Allgemeinen bis Ende August offen zugänglich.
Ein besonderes Erlebnis ist es jedoch, diese Route wie in alten Zeiten mit dem Pferd zu entdecken.

### Stationen
Folgende Sehenswürdigkeiten liegen von Süden nach Norden an oder in der Nähe der Sprengisandur-Piste:

#### Hrauneyjar
Wenn man die Hochlandroute von Süden nach Norden bereist, beginnt der Weg meist in Hrauneyjar.
Als die Firma Landsvirkjun ab den 1970er Jahren die Kraftwerke an der mittleren Þjórsá und unteren Tungnaá baute, benötigte man Unterkünfte für die Arbeiter und Angestellten, die damit befasst waren. Diese werden inzwischen als Hotel und Hochlandhütte mit Café genutzt. Das nächstgelegene Kraftwerk Hrauneyjavirkjun hat eine Leistung von 210 MW.
Der Ort ist nach kleinen Inseln in der Tungnaá benannt, die seit 1982 ebenso wie der nach ihnen benannte Wasserfall Hrauneyjafoss im Stausee Hrauneyjalón verschwunden sind.

#### Stausee Þórisvatn
Der größte der zahlreichen Stauseen der Gegend liegt auf dem Weg nach Norden auf der Ostseite der Piste. Es handelt sich um den Þórisvatn, mit einer Fläche zwischen 83 und 88 km² der größte See Islands und damit noch größer als der Þingvallavatn.

#### Búðarháls
Búðarháls ist ein langgestreckter, von Südwesten nach Nordosten ausgerichteter Rücken, der bis in ca. 600–700 m Höhe reicht und im Westen der südlichen Sprengisandur-Piste liegt. Die beste Aussicht hat man vom Innri-Háls (685 m), und zwar über 6 Gletscher Islands.
Der Höhenrücken besteht in seinen unteren Lagen aus Olivinbasalt, der in den Zwischeneiszeiten ausströmte, die oberen Lagen sind Hyaloklastite aus den Kaltzeiten der Eiszeit.
In westliche Richtung fällt der Búðarháls in steilen Stufen zum Fluss Þjórsá ab. Diese Seite ist außerdem von kleinen Schluchten zerfurcht.
Bevor die Brücke über die Tungnaá bei Sigalda gebaut wurde, folgte die Piste dem Bergrücken.
Dieser ist kaum von Pflanzenwuchs bedeckt.

#### Nýidalur
Westlich des Tungnafellsjökull befindet sich das Tal Nýidalur (deutsch „das neue Tal“). Es wird auch Jökuldalur genannt. Seine höchstgelegenen Teile, welche am meisten bewachsen sind, deuten nach Norden. Die durchschnittliche Höhe ü. M. beträgt 800 m.
Das Tal wurde 1845 entdeckt und dient vor allem als Hochweide für die Leute von Norden aus dem Bárðardalur. Ansonsten steht es unter Naturschutz.
Das Tal wird durchströmt vom Fluss Nýidalsá.
An der Mündung des Tales in Richtung Osten befindet sich eine Hütte des Wandervereins Ferðafélag Íslands. Dort furtet man auch den Fluss.

## Sagen und Geschichte der Sprengisandur-Route
Die Sprengisandur ist ein sehr alter Weg, der von den frühesten Zeiten der Besiedlung bis ins Hochmittelalter viel benutzt wurde. Unterschiedliche Saumpfade sind in Spuren noch erhalten. Allerdings war er wegen seiner Wetterumschwünge und seiner Trockenheit auch immer schon gefürchtet.
In früheren Zeiten vermutete man zudem, dass hier Trolle und böse Geister sowie Geächtete ihr Unwesen treiben könnten. So erklärt der Aufklärer und Naturforscher Eggert Ólafsson den Weg für verloren, da er ebenso wie andere Hochlandverbindungswege im 18. Jahrhundert so gut wie gar nicht mehr benutzt wurde.
Dieser Aberglaube hat sich im Text eines der berühmtesten isländischen Volkslieder – Á Sprengisandi – niedergeschlagen.
Ende des 18. Jahrhunderts nahm man unter Einfluss der Aufklärung die Fahrten über diesen Weg wieder auf. Am bekanntesten ist dabei die Reise von Einar Brynjólfsson geworden, bei der man das bekannteste Räuberpaar Islands, Halla und Fjalla-Eyvindur im Jahre 1772 in den Þjórsárver entdeckte.
Danach scheint der Weg zeitweise wieder kaum begangen worden zu sein. So schreibt der deutsche Geologe und Islandreisende Gustav Georg Winkler in seinem Reisebericht aus dem Jahre 1861:

„Dieser sogenannte Sprengisandrweg (Sprengisandr, Springsandboden heißt nämlich jene gänzlich sterile Strecke) war in den letzten Jahrhunderten von den Einheimischen nicht mehr benutzt worden. Erst vor dreißig Jahren suchte ihn ein Pfarrer auf und seitdem wird er öfter begangen, obwohl es noch einen zweiten minder schwierigen Uebergang, der aus der Gegend des Geisir abführt, nach dem Nordlande gibt.“

Winkler beschreibt dann im Anschluss seine eigene Reise auf dieser Route, die im Jahr 1858 stattfand. Zwei Jahre später bereisten der deutsche Geologe Ferdinand Zirkel und der englische Zoologe William Preyer gemeinsam Island und berichten ebenfalls von einer Durchquerung der Sprengisandur-Wüste. Im Jahre 1897 entdeckte der Forscher Daniel Bruun den Weg für sich. Er initiierte eine neuerliche Kennzeichnung des Weges mit Steinmännchen, die 1907 abgeschlossen wurde. 1908 folgte diesem Weg Ina von Grumbkow auf ihrem Weg zur Askja, wo sie mehr über den Verbleib ihres im Jahre zuvor dort verschollenen Verlobten zu erfahren hoffte.
Im Jahre 1933 fuhr dann zum ersten Mal ein Auto die Strecke ab. Über die Tungnaá musste man es im Boot befördern.

## Weitere Hochlandrouten
In etwa parallel zur Sprengisandur verläuft die kürzere Hochlandstraße Kjalvegur  weiter westlich durch das Hochland. Nördlich von Nýidalur zweigt die schwer befahrbare Piste Austurleið  nach Osten ab, um in einer nördlichen und einer südlichen Variante am Nordrand des Vatnajökull entlang bis zur Askja zu führen.